# Артур Мапп
Артур Мапп  (англ. Arthur Mapp, 6 листопада 1953) — британський дзюдоїст, олімпійський медаліст.

## Виступи на Олімпіадах
| Олімпіада   | Дисципліна          | Місце |
| ----------- | ------------------- | ----- |
| Москва 1980 | абсолютна категорія | =3    |